# Vicent González Lizondo
Vicent González Lizondo, né à Casas Ibáñez (province d'Albacete) le 22 août 1942 et mort à Valence le 23 décembre 1996, est un homme politique d'idéologie conservatrice de la Communauté valencienne en Espagne, figure prééminente du mouvement blavériste,,,.
Il fonde et préside Unio Valenciana (UV) en 1982. Il est élu conseiller de la ville de Valence aux élections municipales de 1983, puis en 1987. Lorsque le maire Ricard Pérez Casado démissionne à la fin de 1988, Lizondo présente sa candidature avec le soutien du Parti populaire de la Communauté valencienne (PP), mais perd à 14 voix contre 13. 
Aux élections générales de 1989, il est élu député pour UV ; il sera le porte-parole du groupe mixte.
Grâce à un pacte avec le PP aux élections municipales de 1991, il est premier adjoint au maire de Valence, mais démissionne l'année suivante à la suite d'une démission d'un membre d'UV qui entraîne la perte de la majorité pour le groupe PP-UV.
Aux élections générales de 1993, il est élu député en qualité de candidat indépendant et intègre le groupe mixte. En octobre 1994, il démissionne pour des raisons de santé et est remplacé par José María Chiquillo Barber.
Il se présente toutefois à nouveau aux élections autonomiques de 1995 et obtient un siège de député. Grâce au « pacte du poulet » (« pacte del pollastre », tel qu'il le nommait lui-même), Eduardo Zaplana du PP remporte la présidence de la Généralité valencienne et Lizondo est nommé président des Corts.
En novembre 1996, la nouvelle direction d'UV, menée par Héctor Villalba Chirivella, expulse Lizondo du parti en l'accusant de se rapprocher du PP
Il meurt en décembre de la même année à la suite d'un infarctus survenu au cours d'une session de l'Assemblée.